# Antoni Torres
Antoni Torres García (Balaguer, 29 luglio 1943 – Barcellona, 24 febbraio 2003) è stato un calciatore spagnolo, di ruolo difensore.
Morì a Barcellona all'età di 59 anni a causa di un cancro.

## Carriera

### Giocatore

#### Club
Formatosi calcisticamente nelle giovanili del Balaguer e del Barcellona, nel 1963 esordì come professionista con l'Hercules Alicante, dove si affermò come difensore centrale. Nella stagione 1964-1965 ricevette il premio come miglior calciatore del campionato spagnolo. 
Nel 1965 si trasferì al Barcellona, con cui trascorse il resto della sua carriera per 11 stagioni consecutive, giocando 475 partite tra il 1965 e il 1976.
Si ritirò dal calcio giocato alla fine della stagione 1975-1976. Il 1º settembre 1976 ricevette un tributo organizzato dal Barcellona, insieme ai suoi compagni di squadra Joaquim Rifé e Salvador Sadurní.

#### Nazionale
Con la Nazionale di calcio della Spagna collezionò 5 presenze tra il 1968 e il 1969.

### Allenatore
Dopo il ritiro intraprese la carriera di allenatore. Nel 1984 fondò a Barcellona una scuola giovanile di calcio, la TARR Escuela, così denominata dalle iniziali dei cognomi dei suoi quattro fondatori, tutti ex giocatori del Barcellona: Torres, Asensi, Rexach e Rifé.

## Palmarès

### Competizioni nazionali
- Campionato spagnolo: 1

Barcellona: 1973-1974
- Coppa di Spagna: 2

Barcellona: 1967-1968, 1970-1971

### Competizioni internazionali
- Coppa delle Fiere: 1

Barcellona: 1965-1966